# رتیل آذینی ریش‌ریش
رتیل آذینی ریش‌ریش (نام علمی: Poecilotheria ornata) نام یک گونه از سرده عنکبوت‌های ببری است.